# Веляноский, Трайко
Трайко Веляноский (макед. Трајко Вељаноски; род. 2 ноября 1962, Скопье, Македония) — македонский политик, председатель Собрания Республики Македонии с 2008 по 2016 год.

## Биография

### Образование
Трайко Веляноский окончил юридический факультет им.Юстиниана I Университета в Скопье в 1988 году.

### Карьера
- С 1988 по 1999 год работал адвокатом.
- С 1999 по 2001 год — заместитель секретаря в министерстве юстиции Македонии.
- С 2001 по 2002 год — заместитель министра юстиции Македонии.
- С 2003 по 2006 год вновь работал адвокатом.

На парламентских выборах в июле 2006 года избран членом Собрания Республики Македонии от партии ВМРО-ДПМНЕ. На следующих выборах в июне 2008 года вновь избран в Собрание. На первой сессии 21 июня 2008 года избран председателем Собрания Республики Македонии.

## Семья
Трайко Веляноский женат, имеет сына и дочь.